# Royal Challengers Bengaluru
A Royal Challengers Bengaluru (röviden: RCB, kannada nyelven: ರಾಯಲ್ ಚಾಲೆಂಜರ್ಸ್ ಬೆಂಗಳೂರು, 2024 márciusáig Royal Challengers Bangalore) a legnagyobb indiai Húsz20-as krikettbajnokság, az Indian Premier League egyik résztvevő csapata. Otthona Karnátaka állam fővárosa, Bengaluru, hazai pályája az M. Csinnaszvámi Stadion. Címerük arany és kisebb mértékben piros színekből áll, fő elemei egy nagy RCB felirat, alatta a csapat teljes neve, felette pedig egy koronás oroszlán. Minden évben egy alkalommal azonban nem szokásos vörös–arany–sötétkék felszerelésükben, hanem zöld színben lépnek pályára, hogy ezzel is felhívják a figyelmet a környezetvédelem fontosságára.
Nevüket az alapító tulajdonos cég egyik termékéről, a Royal Challenger nevű italmárkáról kapták.

## Története
Amikor 2008-ban egy árverésen kialakult az akkor induló IPL bajnokság 8-csapatos mezőnye, az RCB (akkori hivatalos nevén: Royal Challengers Bangalore) 4,64 milliárd rúpiáért kelt el: tulajdonosuk a Diageo csoporthoz tartozó United Spirits nevű, alkoholos italokkal foglalkozó cég lett. Ezzel az árral egyébként az összes közül a második legértékesebb csapattá váltak, és amúgy is nagy népszerűségnek örvendenek, de bajnoki címet igen sokáig nem tudtak szerezni.
Első szezonjukban azzal próbálkoztak, hogy sok teszt-krikettben tapasztalt játékost vásároltak össze, akiktől azt remélték, hamar alkalmazkodni fognak a viszonylag újnak számító Húsz20-as formátumhoz is, ám végül 2008-ban csak az utolsó előtti helyet tudták megszerezni, mindössze 4 győzelemmel. A szezon közben ráadásul kirúgták a vezérigazgatót, Csáru Sarmát, Martin Crowe igazgató pedig lemondott. A következő három évben azonban (főleg Ráhul Dravidnak, Anil Kumblének és Chris Gayle-nek köszönhetően) mindig a dobogón végeztek, igaz, egyszer sem a legfelső fokán. Többször is előfordult, hogy nagy neveket szerződtettek: 2014-ben például Juvrádzs Szinhet, 2015-ben Dines Kártikot, 2020-ban Chris Morrist – de ha ezek a játékosok első évükben nem váltották be a hozzájuk fűzött reményeket, ritkán kaptak lehetőséget egy második évre is. Kapitányuk, a világhírű Virát Kohli mellett (aki 2016-ban például rekordsok futást gyűjtve vezette őket a döntőig) azonban nagyjából egy évtizedig kitartottak, csak a 2022-es szezonban lett új kapitányuk Faf du Plessis személyében.
2024 tavaszán az addig Royal Challengers Bangalore nevet viselő klub hivatalosan is megváltoztatta az írásmódját, és innentől kezdve már Royal Challengers Bengalurunak hívják.

## Eredményei az IPL-ben
| Év   | Alapszakasz-helyezés | Eredmény a rájátszásban |
| ---- | -------------------- | ----------------------- |
| 2008 | 7. hely              |                         |
| 2009 | 3. hely              | 2. hely                 |
| 2010 | 4. hely              | 3. hely                 |
| 2011 | 1. hely              | 2. hely                 |
| 2012 | 5. hely              |                         |
| 2013 | 5. hely              |                         |
| 2014 | 7. hely              |                         |
| 2015 | 2. hely              | 3. hely                 |
| 2016 | 2. hely              | 2. hely                 |
| 2017 | 8. hely              |                         |
| 2018 | 6. hely              |                         |
| 2019 | 8. hely              |                         |
| 2020 | 4. hely              | 4. hely                 |
| 2021 | 3. hely              | 4. hely                 |
| 2022 | 4. hely              | 3. hely                 |
| 2023 | 6. hely              |                         |
| 2024 | 4. hely              | 4. hely                 |
| 2025 | 2. hely              | 1. hely                 |